# Uładzimir Piatrowicz
Uładzimir Wikiencjewicz Piatrowicz (biał. Уладзімір Вікенцьевіч Пятровіч, ros. Владимир Викентьевич Петрович, Władimir Wikientjewicz Pietrowicz; ur. 20 stycznia 1952 w Kołodnikach w rejonie dzierżyńskim) – białoruski inżynier i polityk, w latach 2008–2012 deputowany do Izby Reprezentantów Zgromadzenia Narodowego Republiki Białorusi IV kadencji.

## Życiorys
Urodził się 20 stycznia 1952 roku we wsi Kołodniki, w rejonie dzierżyńskim obwodu mińskiego Białoruskiej SRR, ZSRR. Ukończył Białoruski Instytut Politechniczny Orderu Czerwonego Sztandaru Pracy, uzyskując wykształcenie inżyniera kolei. Pracował jako majster w DEU-135 Mińskiego Obwodowego Produkcyjnego Zarządu Budownictwa i Eksploatacji Dróg Samochodowych w Stołpcach, główny inżynier, kierownik filii przedsiębiorstwa „Minskobłdorstroj” – DRSU Nr 121 w Czerwieniu.
27 października 2008 roku został deputowanym do Izby Reprezentantów Zgromadzenia Narodowego Republiki Białorusi IV kadencji z Berezyńskiego Okręgu Wyborczego Nr 61. Pełnił w niej funkcję członka Stałej Komisji ds. Przemysłu, Sektora Paliwowo-Energetycznego, Transportu, Łączności i Przedsiębiorczości. Od 13 listopada 2008 roku był członkiem Narodowej Grupy Republiki Białorusi w Unii Międzyparlamentarnej.

## Życie prywatne
Uładzimir Piatrowicz jest żonaty, na córkę.